# 929 (numero)
Novecentoventinove (929) è il numero naturale dopo il 928 e prima del 930.

## Proprietà matematiche
- È un numero dispari.
- È un numero primo.
  - È un numero primo di Eisenstein.
- È un numero di Proth.
- È un numero palindromo nel sistema numerico decimale.
- È un numero colombiano nel sistema numerico decimale.

## Astronomia
- 929 Algunde è un asteroide della fascia principale del sistema solare.

## Astronautica
- Cosmos 929 è un satellite artificiale russo.